# 미국의 선거 자금

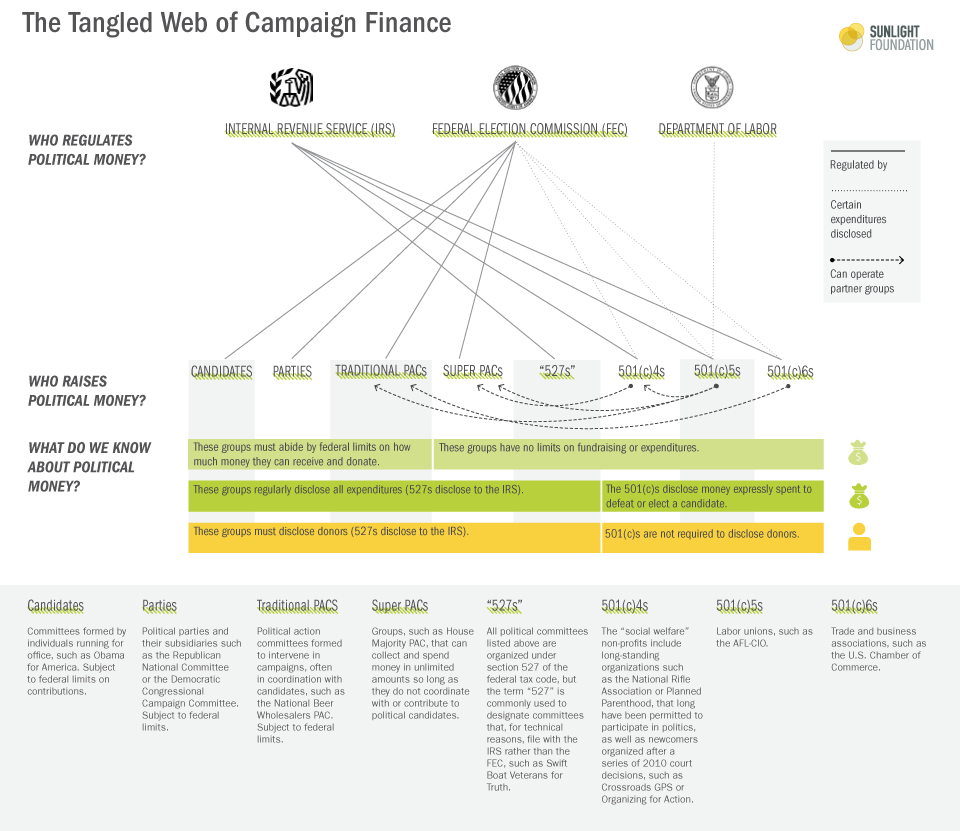
선라이트 재단이 미국의 선거 자금 시스템을 묘사한 다이어그램

미국의 선거 운동 자금 조달은 연방, 주, 지방 정부 수준에서 개인, 기업, 정치 활동 위원회, 때로는 정부로부터의 기부를 통해 이루어진다. 선거 운동 지출은 최소 1990년부터 꾸준히 증가해 왔다. 예를 들어, 1990년에 미국 하원 선거에서 승리한 후보는 평균 40만 7,600달러를 지출한 반면, 2022년 승리자는 평균 279만 달러를 지출했다($2.79백만2022). 상원에서는 승리한 후보의 평균 지출이 387만 달러($7.67백만2022)에서 2653만 달러($26.53백만2022)로 증가했다.
2020년에는 미국 연방 선거 운동에 거의 140억 달러가 지출되었는데, 이는 "미국 역사상 가장 비싼 선거 운동"이며, 2016년 선거에 지출된 금액의 "두 배 이상"이다.
비평가들은 여러 미국 연방 대법원 판결, 특히 시티즌스 유나이티드 대 연방선거위원회 (2010년) 이후 "초고액 부자"들이 (특히 "슈퍼팩"과 같은 정치활동위원회를 통해) 선거 운동에 무제한 금액을 지출할 수 있게 되었으며, 유권자들이 누가 자신들에게 영향을 미치려 하는지 알 수 없게 되었다("어둠의 돈"을 기부하여 기부자의 신원을 숨기는 방식)고 주장한다. 그 결과, 적어도 2022년 현재까지 비평가들(브레넌 정의 센터 등)은 "수십 년 만에 볼 수 없을 정도로 거액의 돈이 미국 정치 운동을 지배하고 있으며", "평범한 미국인들의 목소리를 침묵시키고 있다"고 주장한다.
2024년 12월 6일, 워싱턴 포스트는 일론 머스크가 트럼프와 그 동맹 공화당원들에게 2억 7천 7백만 달러를 기부하여 2024년 선거에서 가장 큰 개인 정치 기부자가 되었고, 오픈시크릿츠(OpenSecrets)의 데이터에 따르면 최소 2010년 이후 자비로 선거 운동 자금을 댄 후보를 제외하고 가장 큰 기부자라고 보도했다. 앵거스 킹 상원의원이 지적했듯이, "예전에는 '우리를 거스르면 예비선거에서 떨어뜨리겠다'였지만, 이제는 '우리를 거스르면 예비선거에서 떨어뜨리고 머스크가 비용을 댈 것이다'가 되었다. 이는 이중 위협이다. […] 우리는 그가 예비선거에서 당신에게 대항하여 1억 달러를 쏟아붓는 것에 대해 이야기하고 있다."
정치 운동에서 거액 기부자의 영향력에 대한 대중의 우려는 2018년 여론 조사에서 잘 나타났다. 이 조사에 따르면, 응답자의 74%는 "선출직 공무원에게 많은 돈을 기부하는 사람들"이 "다른 사람들보다 더 많은 정치적 영향력을 가지지 않는 것"이 "매우" 중요하다고 생각했지만, 72%는 이것이 "전혀" 또는 "별로" 그렇지 않다고 생각했다. 응답자의 65%는 이것을 바꾸는 것이 불가능해서는 안 되며, "새로운 법률이 정치에서 돈의 역할을 줄이는 데 효과적일 수 있다"는 데 동의했다.
선거 기부금, 지출 및 공적 자금 조달을 규제하는 법률은 연방 의회에 의해 연방 차원에서 제정되었으며, 연방선거위원회(FEC)가 독립 연방 기관으로 이를 시행한다. 책임 정치 센터, 소비자 감시 단체, 커먼 코즈와 같은 비영리 비정부 풀뿌리 조직들은 자금의 모금 및 지출 방식을 추적한다. 대부분의 선거 운동 지출은 사적으로 조달되지만(주로 보조금을 받는 산업 분야의 기부자를 통해), 미국 대통령 후보 자격을 갖춘 후보에게는 예비선거와 총선 모두에서 공적 자금 지원이 가능하다. 정부 보조금을 받기 위해서는 자격 요건을 충족해야 하며, 정부 자금을 받는 후보는 일반적으로 지출 한도액의 적용을 받는다.
연방 선거가 아닌 선거는 주 및 지방 법률의 적용을 받는다. 절반 이상의 주에서 기업 및 노동조합 기부를 어느 정도 허용한다. 2021년 기준, 일부 주는 기부금에 더 엄격한 제한을 두는 반면, 일부 주는 아예 제한이 없다. 선거 운동 지출에 대한 많은 정보는 주 및 지방 선거 운동 지출을 포함하지 않는 연방 선거 운동 데이터베이스에서 나온다.

## 용어 및 정의
- "선거 운동 자금": 연방 선거 운동법에 의해 (법적으로) "후보자의 연방 선거에 영향을 미치기 위한 선거 운동과 관련하여 사용되는 자금"으로 정의된다(아래 참조).[12]
- "어둠의 돈": 돈의 출처가 유권자에게 공개되지 않은 채 선거에 영향을 미치기 위해 지출되는 돈(아래 참조).[13]
- 소프트 머니: "연방 후보자의 당선 또는 낙선을 옹호"해서는 안 되지만, 대신 "주 및 지방 선거와 유권자 등록 운동 및 투표 독려 활동을 포함한 일반적인 '정당 건설' 활동"에 사용되어야 하는 돈. 하드 머니와 달리 "연방 기부금 제한"이 없다(아래 참조).[14]
- 하드 머니: "연방 선거에 사용되는 돈으로, 개인이나 PAC가 연방 후보자, 정당 위원회 또는 다른 PAC에 하는 규제된 기부금"(아래 참조)[14]

## 선거 운동 지출
21세기 선거 운동에 지출되는 돈은 시간이 지남에 따라 인플레이션보다 다소 빠르게 증가했다.
연방 선거, 의회 및 대통령 선거의 총 비용(1990-2022)
(수십억 달러 단위, 인플레이션 조정. 출처: OpenSecrets)
- Congressional race
- Presidential race

수십 년에 걸쳐 훨씬 더 빠르게 증가했다. 제인 메이어는 1972년에 한 보험 거물이 (1972년 W. 클레멘트 스톤이 리처드 M. 닉슨에게) 2백만 달러를 정치 기부한 것이 "대중의 분노를 일으켰고, 워터게이트 사건 이후 선거 자금 개혁을 이끌어내는 운동에 기여했다"고 언급한다. 하지만 "워터게이트 사건 당시에는 매우 부패한 것으로 여겨졌던" 그 금액은 2016년 인플레이션 조정 시 약 1,100만 달러의 가치가 있었는데, 이 해에는 코크 형제 정치 네트워크가 그 해 선거를 위해 "정치 자금"으로 8억 8,900만 달러를 모금했다.
2022년
2021년과 2022년 선거 주기에 약 167억 달러가 지출되었으며, 이는 지난 중간 선거를 초과하는 금액이다. 오픈 시크릿츠에 따르면, 2021-2022년 주기 상위 25위 기부자 중 18명이 공화당원이며, 이들은 민주당원보다 2억 달러를 더 지출했고, 민주당의 자금 중 상당 부분은 미집행되었다.
2022년 의회 선거에서 선거 운동 기부금 출처는 다음과 같이 분류되었다.
| 2022년 의회 선거 | 소액 개인 기부자 | 거액 개인 기부자 | 정치활동위원회 | 자비 조달 |
| ---------------- | ---------------- | ---------------- | -------------- | --------- |
| 하원 민주당      | 19.4%            | 52.5%            | 23.4%          | 2.0%      |
| 하원 공화당      | 20.9%            | 42%              | 23.1%          | 0.8%      |
| 상원 민주당      | 27.5%            | 59.3%            | 8.9%           | 0.0%      |
| 상원 공화당      | 35.1%            | 45.7%            | 11.2%          | 0.1%      |

2024년

2024년 선거 주기에 약 159억 달러가 지출되었으며, 이는 2020년 선거에 이어 미국 역사상 두 번째로 비싼 선거였다. 이 159억 달러 중 102억 달러는 의회 선거에, 55억 달러는 대통령 선거에 지출되었다.

## 기부금의 영향

### 수령자에게 미치는 영향
2016년 미국 정치학 저널에 발표된 실험 연구에 따르면, 정치인들은 개인이 자신의 선거 운동에 기부했다고 믿을 때 그들과의 만남에 더 적극적으로 응했다. 2011년 연구에 따르면, "과거 계약 및 기타 요인을 통제한 후에도, 연방 후보에게 더 많은 돈을 기부한 기업들이 나중에 더 많은 계약을 받았다"고 한다. 2016년 정치학 저널에 발표된 연구에 따르면, 위원회의 감독을 받는 산업들은 최근 위원회를 떠난 의원들에게 기부금을 줄이고, 위원회 신임 위원들에게는 즉시 기부금을 늘렸다. 이는 "기업과 기업 PAC가 기부금을 사용하여 즉각적인 접근과 호의를 얻으려 한다는 증거이며, 이는 적어도 그들이 기부금이 정책에 영향을 미칠 것이라고 예상한다는 것을 시사한다." 2020년 시카고 대학의 정치학자 앤서니 파울러와 노스웨스턴 대학교의 정치학자 하리츠 가로, 외르크 L. 슈펜쿠흐가 발표한 연구에 따르면, 후보에게 기부한 기업이 후보의 당선으로 인해 금전적 이득을 얻었다는 증거는 발견되지 않았다.
그러나 다른 연구에서는 로비 활동을 늘리는 것이 기업의 실효세율을 낮추며, 로비 지출이 1% 증가하면 기업의 다음 해 세율이 0.5%에서 1.6% 감소할 것으로 예상된다고 밝혔다. 또 다른 연구는 48개 주 데이터를 기반으로 기업의 선거 운동 기부금에 "투자된" 1달러당 6.65달러의 주 법인세 감면 효과가 있다고 밝혔다.

### 선거 성공에 미치는 영향
적어도 한 학자(남가주 대학교 커뮤니케이션 리더십 애넌버그 가족 의장 제프리 코완)에 따르면, 선거 운동 지출은 선거 승리와 상관관계가 없다. "충분한 돈이 있어야 하지만, 가장 많을 필요는 없다." 도널드 트럼프가 자금력이 풍부한 상대들을 물리친 것은 정치에서 돈의 한계를 보여주는 예시로 제시되기도 했다.
하지만 선거 성공과 의회 선거에 가장 많이 지출한 사람을 비교해 보면, 오픈시크릿츠는 "돈이 항상 승리를 의미하지는 않지만 ... 대개 그렇다"는 것을 발견했다.
미국 하원 및 상원 선거에서 최고 지출 후보자의 승리 비율
- 하원
- 상원

이는 기부자들이 승리할 가능성이 높은 후보에게 자신을 환심을 사기 위해 기부하기도 하지만, 덜 알려진 후보에게 가는 돈이 의도한 효과를 내어 당선으로 이어지기 때문일 수도 있다. "심지어 물결 선거에서도 가장 많이 지출한 후보가 대개 승리한다. 이러한 경향은 상원보다 하원에서 더 강하지만, 양원 모두에 적용된다."

### 주 차원
2012년 린다 파월의 연구는 주 의회에서 "돈이 영향력을 행사하는 미묘하고 미묘하지 않은 방식"을 조사했다. 이러한 방식은 "정당의 의제를 설정하는 것부터 법안을 상정하지 못하게 하는 것, 특정 예산을 추가하고 법안의 핵심 문구를 만드는 것"까지 다양했지만, 특정 법안에 대한 찬반 투표를 포함하는 경우는 많지 않았다. 그녀는 정치 자금이 "더 높은 보수를 받는 입법자, 더 큰 의회, 더 전문화된 리더십 구조"를 가진 주에서 "더 큰 영향력"을 행사하며, "다수당의 이점이 치열하게 경쟁하고 입법자들이 더 높은 직책에 출마할 희망을 가질 가능성이 더 높은" 주에서 그러하다고 밝혔다. 반면, 의회 임기 제한이 있고 유권자들의 교육 수준이 높은 주에서는 영향력이 적다고 지적했다.
그러나 뉴욕 타임스에 따르면, "여러 학자들"은 다음과 같이 말한다.
정치 기부금에 대한 "규제가 거의 없는 버지니아주와 같은 주"와 "엄격한 규정"이 있는 위스콘신주와 같은 주를 비교한 연구에서 "부패 수준이나 대중의 신뢰 수준에서 큰 차이를 발견하지 못했다"고 한다.

## 비판
정치에서 "거액의 돈"(기업과 부유층의 선거 운동 기부금 및 고위층 로비)이 규제되어야 하는 이유로 제시되는 것들은 다음과 같다.
- "부패를 초래한다";[43] (즉, "대가성 부패" 또는 뇌물 수수);[44]
- 정부에 대한 신뢰를 해친다;[43]
- 공공 문제 및 정부에 대한 대중의 관심을 감소시킨다;[43]
- 강력한 기업과 부유한 개인에게 정치적 견해를 표명하거나 후보를 지지하는 것을 넘어, "미국 경제를 자신들에게 유리하게 재편"할 수 있는 지렛대를 제공한다. 이들은 매우 높은 소득 계층이 자신의 사설 경비로 보호받거나 자녀가 사립 학교에 다니거나 컨트리클럽과 사유지에서 아름다운 경치와 여가를 즐기는 데 관심이 적은 경찰, 공립 학교, 환경 보호, 고용 기회 개선을 위한 공공 지출보다는 낮은 세금과 작은 정부를 선호한다.[45]
- "지대추구"에 경제 자원을 낭비한다. 즉, 민간 부문의 행위자들이 "경제적 파이에서 더 큰 조각을 얻으려"(세금 감면, 보조금, 규제 완화 및 그들이 기부하는 선출직 공무원이 제공할 수 있는 기타 특별 혜택의 형태로) 시간과 돈을 소비하며, 대신 파이 자체를 키우는 데("새로운 발명품과 더 좋고 저렴한 상품 및 서비스와 같은 생산적인 경제 활동") 집중하지 않는다.[34]

### 해결책/개혁
- 공적 자금 조달. 소수의 기부자가 거액의 정치 기부를 통해 행사하는 권력을 희석시키기 위해 제시된 전통적인 해결책은 선거 운동 지출에 제한을 두는 것이었다. 시티즌스 유나이티드 대 연방선거위원회와 같은 법원 판결로 이러한 제한 중 일부가 해제된 후, 브레넌 정의 센터와 같은 개혁가들은 "소액 기부 공적 자금 조달"을 장려하여 "공적 자금을 사용하여 소액 기부를 매칭하고 증폭시키는" 방식을 제안했다(아래 참조).[46]

적어도 하나의 개혁 단체(브레넌 센터)가 제시한 미국 정치에서 돈의 영향력을 "해결"하기 위한 다른 제안들은 다음과 같다.
- 모든 정치 지출을 완전히 공개한다. 2018년 현재, 공개 법률은 "인터넷상의 정치 광고를 규제하지 못하여 공개되지 않은 온라인 지출이 대규모로 증가할 가능성"을 야기한다.[47] 정치 자금이 훨씬 적은 주 및 지방 선거에서는 "특정 이해집단에게는 잔돈에 불과한 10만 달러, 심지어 1만 달러 정도의 어둠의 돈 지출도 선거를 쉽게 지배할 수 있다".[47][48]
- 후보자와 공직자의 모금 허점을 막는다. 슈퍼 PAC는 후보자를 지지하기 위해 무제한의 돈을 모으고 지출할 수 있지만, 해당 후보자와는 "독립적"이어야 한다. 사실 "많은 슈퍼 PAC는 후보자의 수석 보좌관"이나 "가까운 동료"에 의해 운영되었다. "정치인들은 '독립적인' 단체를 위해 공개적으로 모금 활동을 했으며, 심지어 그들의 광고에 출연하기도 했다. 또한, "새로운 종류의 면세 비영리 단체가 확산되어 정치인과 그들의 정책을 지지하면서도 무제한의 비공개 자금을 모금한다". 브레넌은 "후보자의 '독립적인' 모금 행사에 더 이상 출연하지 못하게 하고", "보좌관이 슈퍼 PAC 직원으로 이직하기 전에 냉각 기간을 두는 등"을 제안한다.[46][49]
- 연방선거위원회를 개혁한다. 2016년, 연방선거위원회 위원이었던 앤 라벨에 따르면, 집행 문제에 대한 패널 투표가 약 3번 중 1번꼴로 교착 상태에 빠졌는데, 이는 "10년 전보다 10배 더 자주 발생한 일"이다. 2016년, 기관은 60만 달러 미만의 벌금을 부과했는데, 이는 같은 기간 동안 90% 감소한 수치이다. 브레넌은 균등하게 균형 잡힌 초당적 구조를 끝내기 위해 (비당파적인) 위원을 추가하고, 위원회에 4년에서 6년의 고정 임기를 가진 최고 행정 책임자를 부여하는 등을 제안한다.[50]

#### 해결책에 대한 비판
적어도 베치 디보스 전 교육부 장관과 헤리티지 재단의 제임스 봅과 같은 많은 보수주의자들은 정치 자금에 대한 법적 제한이 원칙적으로 반대해야 할 언론의 자유에 대한 부당한 제한이라고 주장한다.
봅은 정부가 너무 크고 강력하기 때문에 "정치 운동에 너무 적은 돈이 지출될 수 있다"고 주장하며, 적어도 종종 정치 운동 지출을 제한하는 선거 자금 개혁이 "시민의 언론 및 결사의 자유"에 대한 위헌적인 제한이라는 데 동의한다. 디보스는
선거 자금 제한을 1984의 "빅 브라더"의 폭정과 비교하며, 보수적 통치와 "전통적인 미국적 미덕"을 위해 정치적 영향력을 사는 데 돈을 사용하는 것을 옹호한다.
좀 더 실용적인 차원에서, 반대론자들(데이비드 프리모와 제프리 밀리오)은 대중이 '언론, 정치인, 개혁 단체, 학자'에 의해 "정치에서 돈이 나쁘다"는 "끊임없는 메시지"에 속았다고 주장한다. 사실 이러한 대중의 불만은 미국인들이 일반적인 정치에 지쳤기 때문이며, 돈은 실제로 "단지 편리한 공포의 대상"일 뿐이라고 한다. 더 나아가, 대중이 정치 부패에 대해 믿는 많은 것들이 사실이 아니라고 지적한다. 선거 자금 전문가들은 대중보다 정치에서 돈의 사악한 영향력에 대해 훨씬 덜 냉소적이다. "법학자와 사회 과학자들은 워터게이트 사건 이후의 선거 자금 시스템이 지지자들이 주장한 광범위한 목표를 달성했다는 증거가 많지 않거나, 아예 없다고 말한다."
정치학자 케네스 메이어 또한 1970년대 개혁을 보면 다음과 같이 동의했다.
더 엄격한 선거 자금 규제가 부패를 줄이거나 정부에 대한 긍정적인 평가를 높인다는 증거는 없다. 너무나 명백한 관계처럼 보이지만, 입증하는 것은 불가능하다.

## 선거 자금 출처
후보자만 돈을 모으고 쓰는 것이 아니다. 정당들도 선거에서 훨씬 더 많은 돈을 모으고 있으며, 이 돈을 후보자에게 기부하고, 후보자를 위해 지출하며, 유권자를 동원하는 등의 용도로 사용한다. 1992년 선거 주기에는 공화당과 민주당을 합쳐 약 6억 5천만 달러를 모금했다. 2020년 주기에는 거의 27억 달러를 모금했다.

### 자금 조달 분류
연방 공직 선거 운동 자금은 크게 네 가지 출처로 나뉜다.
1. 소액 개인 기부자 (정부가 200달러 이하를 기부하는 개인으로 정의함)
2. 거액 개인 기부자 (200달러 이상을 기부하는 개인)
3. 정치활동위원회
4. 자비 조달 (후보자 본인의 돈)

### 초고액 기부자

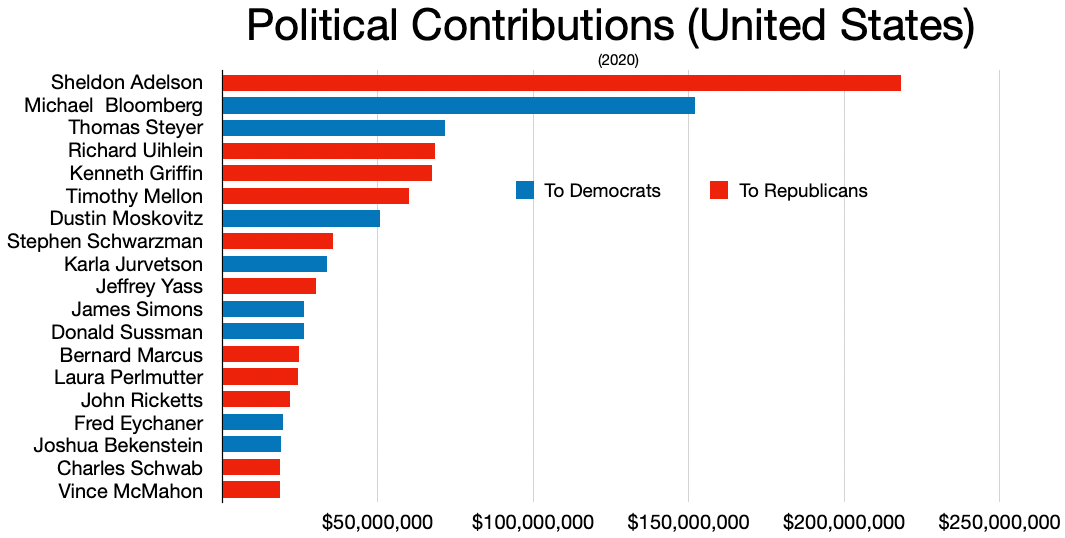
주요 기부자의 정치 기부금

억만장자 및 기타 초고액 부자들의 돈은 미국 선거 자금 조달에서 불균형적으로 큰 비중을 차지한다.
2016년 대통령 선거 운동 주기 중 한 시점인 2015년 여름 선거 운동을 분석한 결과, 뉴욕 타임스가 FEC와 IRS 서류를 분석한 바에 따르면, 400개 미만의 초고액 부자 가족의 기부금이 모든 공개된 대통령 선거 운동 자금의 거의 절반을 차지했다. 이 기부자들은 슈퍼PAC 허점을 이용해 연간 개인 기부금의 전통적인 최대 한도를 우회했다. 공화당 측에서는 약 130개 정도의 특히 부유한 가족들이 공개된 대통령 후보 선거 운동 자금의 절반 이상을 차지했다. 여러 주요 공화당 대통령 후보의 경우, 소수의 기부자와 그들의 기업이 후보에게 기부된 대부분의 기부금을 차지했다.
2017년 연구에 따르면 "미국인의 소수만이 선거 운동에 기부하며" 민주당과 공화당 기부자 모두 "예비 선거 유권자를 포함한 다른 당원들보다 더 이념적으로 극단적이다. 개인이 왜 기여하는지에 관해서는 기부자들이 선거의 이해관계에 대한 그들의 인식에 반응하는 것으로 보인다."
또 다른 2017년 연구에 따르면 상대적으로 인기가 없는 산업(정치적 상황에 따라 화석 연료, 은행업 등이 포함될 수 있음)이 후보자에게 더 많은 기여를 한다고 한다. 이 연구의 저자들은 후보자가 인기가 없는 산업과 연관되면 유권자 지지를 잃게 되므로, 해당 산업이 이러한 지지 손실을 보상하기 위해 더 많은 기여를 한다고 주장한다.
2022년 연구에 따르면 억만장자들은 개인의 부와 자신이 통제하는 기업의 부를 점점 더 많이 사용하여 "일반 유권자들의 목소리를 묻어버리고, 국가 경제, 특히 세금 시스템을 더욱 조작할 후보들을 직접 선택하여 당선시킨다"고 한다. 이러한 연구 결과는 2015년 노스웨스턴 대학교 연구원들의 보고서와 일치한다. 이 보고서에 따르면 미국 억만장자의 82%가 정당이나 후보에게 재정적으로 기여했으며, 이들 중 3분의 1은 다른 사람들의 기부금을 "묶거나" 정치 모금 행사를 주최하거나 둘 다 했다. 이들은 주로 세금 또는 사회 보장 문제에 초점을 맞추었으며, "압도적으로, 예를 들어 상속세 폐지, 자본 이득 및 개인 및 법인 소득세 감면, 탄소세 반대를 지향했다."

### 연방 기부 한도
연방법은 기업과 노동 조합이 후보자에게 직접 돈을 기부하는 것("하드 머니")이나 전국 정당 위원회에 기부하는 것을 허용하지 않는다. 또한 (a) 개인과 (b) 정치 활동에 참여하는 조직이 정치 운동, 정당 및 기타 FEC 규제 기관에 기부할 수 있는 금액을 제한한다.
| 기부자                      | 수령자        | 수령자              | 수령자                   | 수령자           | 수령자                     |
| 기부자                      | 후보자 위원회 | PAC (SSF 및 비연결) | 주/지구/지방 정당 위원회 | 전국 정당 위원회 | 추가 전국 정당 위원회 계정 |
| --------------------------- | ------------- | ------------------- | ------------------------ | ---------------- | -------------------------- |
| 개인                        | 선거당 $3,000 | 연간 $5,000         | 연간 $10,000 (합산)      | 연간 $35,500     | 계정당, 연간 $106,500      |
| 후보자 위원회               | 선거당 $2,000 | 연간 $5,000         | 무제한 이전              | 무제한 이전      |                            |
| PAC—다수 후보               | 선거당 $5,000 | 연간 $5,000         | 연간 $5,000 (합산)       | 연간 $15,000     | 계정당, 연간 $45,000       |
| PAC—비다수 후보             | 선거당 $2,800 | 연간 $5,000         | 연간 $10,000 (합산)      | 연간 $35,500     | 계정당, 연간 $106,500      |
| 주, 지구 & 지방 정당 위원회 | 선거당 $5,000 | 연간 $5,000         | 무제한 이전              | 무제한 이전      |                            |
| 전국 정당 위원회            | 선거당 $5,000 | 연간 $5,000         | 무제한 이전              | 무제한 이전      |                            |
| 출처: FEC                   |               |                     |                          |                  |                            |

표 각주
1. ↑  "PAC"는 다른 연방 정치 위원회에 기여하는 위원회를 의미한다. 독립 지출만 하는 정치 위원회(때로는 "슈퍼팩"이라고 불림)는 기업 및 노동 조합을 포함하여 무제한 기여금을 받을 수 있다.
2. ↑  이 열의 한도는 (i) 대통령 지명 대회; (ii) 선거 재검표 및 이의 제기 및 기타 법적 절차; (iii) 전국 당사 본부 건물에 대한 전국 정당 위원회의 계정에 적용된다. 정당의 전국 위원회, 상원 선거 운동 위원회 및 하원 선거 운동 위원회는 각각 별도의 한도를 가진 별도의 전국 정당 위원회로 간주된다. 정당의 전국 의회 선거 운동 위원회가 아닌 전국 정당 위원회만 대통령 지명 대회를 위한 계정을 가질 수 있다.
3. 1 2 3 4 5 6  홀수 해에 인플레이션에 따라 조정된다.
4. ↑  또한, 전국 정당 위원회와 그 상원 선거 운동 위원회는 각 상원 후보에게 선거 운동당 총 46,800달러까지 기여할 수 있다.

### 주 및 지방 기부 규정
연방 공직이 아닌 선거 운동은 주 및 지방 법률의 적용을 받으며, 이들 선거 운동에 대한 기부금은 연방 선거 운동 데이터베이스에 포함되지 않는다. 2021년 기준, 절반 이상의 주에서 기업 및 노동 조합 기부를 어느 정도 허용하며, 종종 개인 기부자와 동일한 한도(즉, 국가 한도보다 낮음)를 적용한다. 반면, 여러 주(앨라배마주, 인디애나주, 아이오와주, 네브래스카주, 오리건주, 펜실베이니아주, 텍사스주, 유타주, 버지니아주)는 아예 제한이 없다.

### 번들링
개인 기부금에 대한 제한의 한 가지 결과는 선거 운동이 "번들러"(조직이나 지역 사회의 여러 개인으로부터 기부금을 모아 선거 운동에 합산하여 제공할 수 있는 사람)를 찾는다는 것이다. 선거 운동은 종종 이러한 번들러에게 명예 직함을 부여하고, 일부 경우 후보자가 참여하는 독점 행사에 초대하기도 한다.
번들링은 FECA 제정 이후 다양한 형태로 존재했지만, 2000년대에 조지 W. 부시의 2000년 및 2004년 대통령 선거 운동을 위한 "부시 파이오니어"를 중심으로 더욱 체계화되었다. 2008년 선거 운동 기간 동안 여섯 명의 주요 예비 후보(민주당 세 명, 공화당 세 명)는 총 거의 2천 명의 번들러를 등록했다.
미국 대통령들이 번들러에게 정치적 임명, 특히 지명자가 임명 자격이 없는 대사직을 보상으로 주었다는 광범위한 비판이 있었다.

### 옹호 단체/이익 단체
로비스트들은 종종 모금 행사를 주선하고, PAC를 조직하며, 다른 고객들로부터 기부를 요청하는 방식으로 의회 선거 운동 자금 조달을 돕는다. 많은 로비스트들이 의원들의 선거 운동 회계 담당자 및 모금 담당자가 된다.

### "소프트" 머니/독립 지출
특정 후보에게 직접 기부되는 것을 하드 머니라고 하며, "특정 후보가 아닌 전반적인 당 건설"을 위해 정당 및 위원회에 기부되는 것을 소프트 머니 또는 "독립 지출"이라고 한다. 2010년 두 건의 법원 판결(시티즌스 유나이티드 대 연방선거위원회 및 SpeechNOW.org 대 FEC, 아래 참조) 이후 소프트 머니 정치 지출은 연방 제한에서 면제되었으며, 이는 연방 선거 자금 및 지출법에 "주요 허점"을 만들었다고 일부는 말한다. 소프트 머니에는 제한이 없으며, 스티커, 포스터, 특정 정당 강령이나 이념을 지지하는 텔레비전 및 라디오 광고 등이 그 예시이다. 소프트 머니 기부금은 유권자 등록 및 동원 활동에 사용될 수 있지만, 특정 후보를 명시적으로 지지하는 데는 사용될 수 없다.
법원 판결의 근거는 독립/소프트 지출은 후보자가 독립적인 기여자에게 빚을 지지 않으므로 부패를 초래하지 않으며, 이러한 독립 지출은 "대중에게 공개"되어 "선출된 공무원이 소위 재력가의 '주머니에 들어 있는지'" 알 수 있게 될 것이라는 점이었다. 이는 "인터넷의 등장으로 지출의 신속한 공개"가 그 어느 때보다 쉬워졌기 때문이다(앤서니 케네디 대법관 인용). 이는 "순진하다"는 비판을 받았다. 비평가들은 독립 지출이 정치 운동과 긴밀하게 조율될 수 있으며 실제로 그렇게 되어 왔고, 소프트 머니가 "기부자를 공개하지 않고 선거에 지출할 권리를 주장하는" "사회 복지" 단체를 통해 "선거로 쏟아져 들어오기" 시작했다고 지적했다.
핵심 요인은 광고가 "투표하라"와 같은 단어를 사용했는지 여부이다. 주 정당 위원회가 받은 이러한 기부금의 대부분은 후보자가 정치 선거 운동을 포함하여 원하는 대로 사용할 수 있도록 전국 정당 본부로 보내진다. 비평가들은 이를 합법화된 형태의 정치적 "돈세탁"이라고 부른다.
또 다른 형태의 소프트 머니는 "독립 지출 위원회"에 의한 정치 지출로, 일반적으로 "슈퍼 PAC"이라고 알려져 있다. 이들은 선거 운동이나 후보자의 조율, 협의 또는 요청 없이 모든 후보자나 쟁점에 찬성 또는 반대하는 데 무제한의 돈을 모으고 지출할 수 있다. 대통령 선거에서 이러한 기부금은 수억 달러에 달한다. 독립 단체에는 세 가지 주요 법적 범주가 있다.
- 독립 지출 위원회,
- 527 단체, 그리고
- 501(c) 단체.

이러한 단체들은 2016년에 민주당과 공화당 전국 위원회에서 23억 달러 이상을 모금하는 등 미국 정치에서 그 어느 때보다 활발하게 활동하고 있다. 최근 몇 년간 기부된 소프트 머니 금액과 이를 가능하게 한 법률에 대해서는 초당적 선거 운동 개혁법 섹션을 참조하시오.

## 외부 단체/독립 지출에 의한 지출
개별 후보자와 그들의 선거 운동 외의 조직들도 선거 지출에 기여한다. 이러한 조직들은 정치 선거 운동에 돈을 기부할 수 있지만(위에 설명된 한도 내에서), 추가로 "독립 지출"이라고 알려진 방식으로 선거에 직접적인 영향을 미치기 위해 돈을 지출할 수도 있다.
정치 정당을 제외한 모든 외부 단체(독립 지출을 하는 소수의 전통적인 PAC 제외)는 개인, 기업 또는 노동 조합으로부터 무제한의 금액을 받을 수 있다.

### 정치활동위원회
연방법은 여러 유형의 정치 활동 위원회(PAC)를 허용한다.
- 연결 PAC: 연방 선거 운동법은 기업 및 노동 조합이 연방 선거와 관련하여 직접 기부하거나 지출하는 것을 금지한다. 그러나 이러한 조직은 "별도 분리 기금"(SSF)을 후원할 수 있는데,[77] 이를 "연결 PAC"이라고 한다. 이 PAC는 "제한된 계층"으로부터만 돈을 받고 모금할 수 있으며, 이는 일반적으로 기업의 경우 경영진과 주주, 노동조합 또는 기타 이익 단체의 경우 조합원으로 구성된다. 그 대가로 PAC의 후원자는 PAC 운영 및 기부금 모집의 모든 행정 비용을 부담할 수 있다. 2009년 1월 현재, 등록된 기업 PAC는 1,598개, 노동조합 관련 PAC는 272개, 무역 조직 관련 PAC는 995개였다.[78]
- 비연결 PAC: 비연결 PAC는 재정적으로 독립적이며, 이는 모금한 기부금을 사용하여 자체 행정 비용을 지불해야 함을 의미한다. 조직이 비연결 PAC를 재정적으로 지원할 수 있지만, 이러한 지출은 PAC에 대한 기부금으로 간주되며 법의 금액 제한 및 기타 요구 사항을 따른다.
- 리더십 PAC: 선출직 공무원과 정당은 연방 한도를 초과하는 금액을 후보자에게 직접 기부할 수 없다. 그러나 이들은 독립 지출을 하는 리더십 PAC를 설립할 수 있다. 다른 후보자와의 조율이 없는 지출인 경우, 이러한 유형의 지출은 제한되지 않는다.[79] FEC 규정에 따르면, 리더십 PAC는 비연결 PAC이며, 개인 및 다른 PAC로부터 기부금을 받을 수 있다. 현직 공무원들이 기부금을 더 쉽게 유치할 수 있기 때문에, 리더십 PAC는 지배적인 정당이 다른 정당으로부터 의석을 확보할 수 있는 방법이다. 선출직 공무원이 후원하는 리더십 PAC는 해당 공무원 자신의 선거 운동을 지원하는 데 자금을 사용할 수 없다. 그러나 여행, 행정 비용, 컨설턴트, 여론 조사 및 기타 선거 운동 외 비용을 지원할 수 있다.[주 4]
- "슈퍼 PAC": 슈퍼 PAC은 다른 PAC와 달리, 적절하게 운영될 경우 개인, 기업, 노동조합 및 기타 단체로부터 모금할 수 있는 자금에 법적 제한이 없다.[84] 공식적으로는 "독립 지출만 하는 위원회"라고 불리는데, 이는 후보자 선거 운동이나 정당에 기부할 수 없으며, 대신 선거 운동과 독립적으로 정치적 지출을 해야 하기 때문이다. 슈퍼 PAC는 법적으로 기부자를 공개해야 하지만, 자금의 대부분이 원래 기부자로 추적될 수 없을 때 이러한 단체들은 사실상 어둠의 돈 통로가 된다.[76] 2019-2020년 선거 주기에는 2,415개의 슈퍼 PAC이 조직되었으며, 이들의 수입은 25억 달러를 약간 넘었고, 독립 지출은 13억 달러를 약간 밑돌았다.[85] "슈퍼 PAC"은 2010년 선거에서 처음 등장했다. 슈퍼 PAC은 두 가지 사법적 판결로 인해 가능해졌다. 첫째, 2010년 1월 미국 연방 대법원은 시티즌스 유나이티드 대 연방선거위원회 판결에서 정부가 기업 또는 노동조합 자금을 수령한 단체가 정치적 목적으로 선거 활동 커뮤니케이션을 하는 것을 금지할 수 없다고 판결했다. 두 달 후, Speechnow.org 대 FEC 판결에서 연방 컬럼비아 특별구 항소법원은 독립 지출만 하는 단체에 대한 기부금은 기부금의 규모와 출처에 제한을 둘 수 없다고 판결했다.[86] 독립 지출은 계속 증가하여 2002년 의회 선거에 1,700만 달러, 2006년 5,200만 달러, 2010년 2억 9천만 달러가 지출되었다. 10개 주에서 독립 지출은 2005년에서 2010년 사이에 후보자에게 기여된 총 금액의 19%에 달했다. 이들 주 중 3개 주에서는 독립 지출이 후보자에게 기여된 금액의 25%를 초과했다.[87] 비평가들(저널리스트 마테아 골드, 데이비드 E. 프라이스 하원 의원 등)은 슈퍼 PAC이 후보자들과 "창의적인 방식으로 협력"하는 방법을 찾아냈고 FEC의 규제는 명목상이라고 불평했다.[88]
- 하이브리드 PAC: 하이브리드 PAC(때로는 캐리 위원회라고도 불림)는 슈퍼 PAC와 유사하지만, 선거 운동 및 위원회에 제한된 금액을 직접 기부할 수 있으면서도 무제한의 독립 지출을 할 수 있다.[89][90]

### 501(c) 단체
501(c)(4) "사회 복지" 단체, 501(c)(5) "노동 조합", 501(c)(6) "상공회의소"는 501(c)(3) 자선 단체와 달리 정치 운동 및 선거에 참여할 수 있으며, 조직의 "주요 목적"이 정치적 옹호가 아닌 쟁점 옹호인 한 기부자를 공개할 의무가 없다.[31]. 이 법률 조항으로 인해 정치 활동을 위해 501(c)(4) 단체를 광범위하게 활용하게 되었다.[32] NAACP, 가족계획연맹, 시에라 클럽, 전국 총기 협회는 정치적 옹호 활동에 참여하는 501(c)(4) 사회 복지 단체의 잘 알려진 예시이다.

### 527 단체
527 단체 또는 527 그룹은 미국 미국 국세법의 "527조"에서 이름을 딴 면세 조직의 한 유형이다. 기술적으로는 주, 지방 및 연방 후보자 위원회, 전통적인 정치활동위원회, "슈퍼팩", 그리고 정당을 포함한 거의 모든 정치 위원회가 "527"에 해당한다. 그러나 일반적으로 이 용어는 후보자나 정당의 선출 또는 낙선을 명시적으로 옹호하지 않기 때문에 주 또는 연방 선거 자금법의 규제를 받지 않는 조직에만 적용된다. 법률 내에서 운영될 경우, 527 단체에 대한 기부금에는 상한선이 없으며 기부자에 대한 제한도 없다. 이러한 조직에는 지출 한도가 부과되지 않는다. 그러나 이들은 IRS에 등록하고 기부자를 공개하며 기부금 및 지출에 대한 정기 보고서를 제출해야 한다.

### 정당
정당 위원회는 위에 명시된 기부 한도 내에서 후보자에게 직접 자금을 기부할 수 있다. 전국 및 주 정당 위원회는 제한 내에서 추가적인 "조율된 지출"을 하여 총선에서 후보자를 도울 수 있다. 전국 정당 위원회는 또한 연방 후보자를 지지하거나 반대하기 위해 무제한의 "독립 지출"을 할 수 있다. 그러나 2002년 이후, 전국 정당은 FECA에서 선거를 위해 설정된 한도 외의 어떠한 자금도 받을 수 없게 되었다.

## 공개 규정
연방 차원의 선거 자금법은 후보자 위원회, 정당 위원회, 그리고 PAC가 모금하고 지출한 금액에 대한 정기 보고서를 제출하도록 요구한다. 예를 들어, 연방 후보자 위원회는 기부금을 제공한 모든 PAC와 정당 위원회를 식별해야 하며, 선거 주기 동안 200달러 이상을 기부한 모든 개인의 이름, 직업, 고용주 및 주소를 제공해야 한다. 또한, 모든 개인 또는 공급업체에 대한 지출을 공개해야 한다. 연방선거위원회는 이 데이터베이스를 유지하고 선거 운동 및 기부자에 대한 정보를 웹사이트에 게시한다. (많은 주에서는 주 및 지방 후보자, PAC 및 정당 위원회에 대해 유사한 보고 요건이 존재한다.) 선거 자금 공개 규정에는 광범위한 허점이 있다.
OpenSecrets를 비롯한 다양한 단체들은 정치 기부금에 대한 데이터를 통합하여 다양한 단체의 영향력에 대한 통찰력을 제공한다. 2014년 8월, "Buypartisan"이라는 새로운 스마트폰 앱이 출시되어 소비자들이 식료품점에서 물품의 바코드를 스캔하고 해당 기업과 그 리더들이 정치 기부금을 어디로 보냈는지 확인할 수 있게 되었다.

### "어둠의 돈" 예외
공개 요건의 주요 허점은 "어둠의 돈"이다. 이는 수령자는 돈을 주는 사람의 신원을 알지만, 대중은 선거 운동, 후보자 또는 돈을 받는 다른 단체의 신원과 모금 및 지출 금액을 알지 못하기 때문에 붙여진 이름이다. 이들은 공개 요건에서 면제되기 때문이다. 2020년 선거에서는 연방 차원에서 10억 달러 이상의 "어둠의 돈"이 지출되었다.
- "불투명한 정치 비영리 단체와 유령 회사"에서 6억 6천만 달러가 "외부" 단체로 유입되었고,[98]
- TV 광고에 1억 7천만 달러가 지출되었으며,[98]
- 디지털 광고에 1억 3천 2백만 달러,[98]
- 정치 활동 비영리 단체에 의해 연방선거위원회에 8천 8백만 달러의 직접 선거 지출이 보고되었다.[98]

(수년간 "어둠의 돈"이 "압도적으로 공화당을 부양"했지만, 2020년 대통령 선거 주기에는 "어둠의 돈"이 민주당에 이득을 주었다.)
무역 협회 그룹과 비영리 기업으로부터 기부된 돈은 기업과 개인으로부터 무제한의 금액을 모금하고 원하는 방식으로 무제한의 금액을 지출할 수 있다. 어둠의 돈의 모금 및 지출액은 최근 몇 년간 주 및 연방 선거에서 매 선거 주기마다 매우 빠르게 증가하여, 현재 미국 대통령 선거에서 수억 달러에 달한다.

## 미국의 선거 자금 역사
앤드루 잭슨은 선거 운동 직원을 활용하여 자금을 모으고 표를 확보하며, 선거 운동 위원회를 조직하여 집회와 행진을 조직하는 등 현재의 일반적인 선거 운동 기술을 사용한 최초의 미국 정치인 중 한 명이다.
브라이언트와 맥매너스에 따르면,
"최초의 연방 선거 자금법"은 남북 전쟁 이후인 1867년 해군 세출 법안에 따라 제정되었는데, 이는 정부 직원이 해군 조선소 근로자로부터 기부를 요청하는 것을 금지했다. 아스터 가문과 밴더빌트 가문과 같은 부유하고 유명한 가문들은 정치인 선거 운동을 지원함으로써 많은 것을 얻을 수 있다는 것을 깨달았다.
19세기 말에서 20세기 초에 새로 부유해진 석유, 철강, 금융, 철도 재벌들의 비밀스러운 선거 운동 기부금은 "일련의 선거 스캔들"을 야기했다. 마크 해나는 1896년과 1900년 윌리엄 매킨리의 선거를 위해 록펠러의 스탠다드 오일에서 자금을 모금했다.

### 선거 운동 자금 규제를 위한 초기 시도
이러한 영향력에 대한 반발이 커졌다. 1905년, 시어도어 루즈벨트는 기업의 모든 정치적 기부를 불법화하려는 시도를 의회에서 실패했다.

#### 1907년 틸먼 법
사우스캐롤라이나주 상원의원 벤 틸먼의 이름을 딴 1907년 틸먼 법은 기업과 전국적으로 인가된(주간) 은행이 연방 후보자에게 직접적인 재정 기부를 하는 것을 금지했다. 그러나 약한 집행 메커니즘으로 인해 이 법은 효과적이지 못했다. 미국 하원 및 미국 상원 후보자에 대한 공개 요건과 지출 한도는 1910년과 1911년에 이어졌다. 일반 기여금 한도는 연방 부패 관행법 (1925년)에 제정되었다. 1939년 해치법의 개정안은 정당의 선거 운동 지출에 연간 3백만 달러, 개인의 선거 운동 기부금에 5천 달러의 상한선을 설정했다. 스미스-코널리 법 (1943년)과 태프트-하틀리 법 (1947년)은 기업 금지령을 노동조합으로 확대했다.

### 연방 선거 운동법 (1971)
1971년, 의회는 연방 선거 운동법(FECA)을 통과시켜 연방 후보자(미국 하원, 미국 상원, 대통령 및 미국 부통령에 출마하는 후보자), 정당, 정치 활동 위원회에 대한 다양한 선거 자금 공개 요건을 도입했다. 1974년, 의회는 FECA 개정안을 통과시켜 대통령 선거 운동의 공적 자금 지원과 중앙 집행 기관인 미국 연방선거위원회의 설립을 포함한 포괄적인 규제 및 집행 시스템을 구축했다. 새로운 규정에는 (1) 후보자에 대한 개인 기부금, (2) "정치 위원회"(일반적으로 정치 활동 위원회, 또는 PAC)의 후보자에 대한 기부금, (3) 총 선거 운동 지출, (4) "명확하게 식별된 후보자에 대한" 개인 및 단체의 독립 지출에 대한 상한을 포함하는 선거 자금 제한이 포함되었다.

### 버클리 대 발레오 (1976)
FECA의 합헌성은 미국 연방 대법원의 버클리 대 발레오 (1976년) 사건에서 이의가 제기되었다. 버클리 사건에서 법원은 개인 기부금에 대한 법의 제한뿐만 아니라 공개 및 보고 규정과 공적 자금 조달 제도를 지지했다. 법원은 부패 또는 부패의 외관을 방지하는 설득력 있는 국가 이익 때문에 후보자에 대한 기부금 제한이 합헌이라고 판결했다. 그러나 법원은 또한 선거 운동이 지출할 수 있는 금액에 대한 상한과 독립 지출에 대한 상한은 수정 헌법 제1조에 따른 언론의 자유에 대한 위헌적인 침해라고 판결했다. 또한 버클리 사건은 FECA의 공개 및 보고 요건이 후보자가 승인하거나 요청한 지출 또는 "명확하게 식별된 후보자의 선출 또는 낙선을 명시적으로 옹호"하는 커뮤니케이션에 대한 지출에만 적용될 수 있다고 판결했다. 결론적으로, 법원이 제시한 주장은 버클리 대 발레오 사건에서 선거 운동의 기부금은 제한하되, 지출은 제한하지 않는 결정을 내렸다.

#### 여덟 마법의 단어
이는 또한 후보자와 정당 위원회, 그리고 후보자 선출을 주요 목적으로 하는 기타 위원회, 또는 후보자의 선출 또는 낙선을 "명시적으로 옹호"하는 발언에 대한 선거 자금법의 제한된 적용 범위를 보여주었다. 후보자 선출을 목적으로 하여 부패의 소지가 있어 제한될 수 있는 자금과 부패 위험이 없어 제한될 수 없는 독립 지출 자금을 구분하기 위해 법원은 해당 판결의 각주 52에서 "투표하라", "선출하라", "지지하라", "____에게 투표하라", "____ 의원 후보", "반대 투표하라", "패배시켜라", "거부하라" 또는 그 변형된 표현과 같은 여덟 개의 단어 또는 구문을 "명시적 옹호"에 해당하는 발언의 예시로 제시했다. 명시적 옹호의 정의는 어둠의 돈 단체를 만들었다.

### 1970년대 무작위 감사
1970년대, FEC는 하원의원들의 선거 자금에 대한 무작위 감사를 실시했다. 감사 결과 하원의원들의 거의 절반이 선거 자금 위반을 저질렀음이 밝혀졌다. 감사 대상이 된 하원의원들은 은퇴할 가능성이 더 높았다. 은퇴하지 않은 의원들의 재선 경쟁은 더욱 치열했다.

### 초당적 선거 운동 개혁법 (2002)
FECA에 따라 기업, 노동조합 및 개인은 주 또는 지방 선거에 영향을 미치려는 활동을 위해 정당에 무제한의 "비연방 자금"(소위 "소프트 머니")을 기부할 수 있었다. 1977년부터 1995년 사이에 일련의 자문 의견을 통해 FEC는 정당이 "혼합 목적" 활동(투표 독려 운동 및 일반 정당 광고 포함)을 소프트 머니의 일부로 자금을 조달할 수 있으며, 광고가 연방 후보자의 이름을 언급하더라도 후보자의 선출 또는 낙선을 명시적으로 옹호하지 않는 한 정당이 "입법 옹호 미디어 광고" 비용을 충당하기 위해 소프트 머니를 사용할 수 있다고 판결했다. 더욱이, 1996년 대법원은 콜로라도 공화당 연방 선거 운동 위원회 대 FEC 사건에서 의회가 후보자와의 조율 없이 정당이 하는 "독립 지출"의 총액을 제한할 수 없다고 판결하여, 특정 후보자와 관련하여 정당이 지출할 수 있는 금액을 제한하는 FECA 조항을 무효화했다. 이러한 판결의 결과로, 소프트 머니는 정당과 후보자가 연방 선거 선거 운동 기부금에 대한 FECA의 제한을 효과적으로 회피할 수 있게 했다.
1993년부터 2002년까지 모금된 소프트 머니
| 정당      | 1993–1994 | 1995–1996  | 1997–1998  | 1999–2000  | 2001–2002  |
| --------- | --------- | ---------- | ---------- | ---------- | ---------- |
| 민주당    | 4560만    | 1억 2230만 | 9280만     | 2억 4300만 | 1억 9960만 |
| 공화당    | 5950만    | 1억 4120만 | 1억 3160만 | 2억 4440만 | 2억 2170만 |
| 총 기여금 | 1억 510만 | 2억 6350만 | 2억 2440만 | 4억 8740만 | 4억 2130만 |

2002년, 의회는 초당적 선거 운동 개혁법으로 연방 선거 자금 조달을 추가로 개혁하려고 시도했다. "매케인-페인골드" 법이라고도 불리는 BCRA는 여러 면에서 FECA를 개정했다. 첫째, 전국 정당 위원회가 소프트 머니를 모금하거나 지출하는 것을 금지했으며, 주 및 지방 정당 위원회가 연방 선거에 영향을 미치는 활동에 소프트 머니를 사용하는 것을 금지했다. 둘째, 예비선거 30일 이내 또는 총선 60일 이내에 기업 및 노동조합 재무 자금을 사용하여 "선거 운동 통신"(연방 후보자를 명확하게 식별하는 방송 또는 케이블 광고) 비용을 지불하는 것을 금지했다. 이 법은 또한 후보자가 선거 운동 광고에 출연하여 광고에 대한 책임을 주장하도록 요구하는 "광고에 대한 책임 조항"을 포함했다(가장 일반적으로 "나는 존 스미스이며 이 메시지를 승인한다"와 유사한 문구).
이 법은 또한 미국 연방 대법원에 의해 이의가 제기되었지만, 핵심 조항들은 매코널 대 연방선거위원회에서 대법원에 의해 지지되었다. 그러나 매코널 사건에서 법원은 BCRA의 "선거 운동 통신" 조항을 "[1] 정치적 이념을 홍보하는 유일한 목적으로 설립되었고, [2] 사업 활동에 참여하지 않았으며, [3] 영리 기업이나 노동조합으로부터 기부금을 받지 않은" "비영리 기업"을 면제하는 것으로 해석했다. 따라서 비사업적, 비영리 정치 단체는 기업이나 노동조합 기부를 받지 않는 한 선거 운동 광고를 할 수 있었다.
더욱이, BCRA는 "527 단체"(운영되는 세법 조항의 이름을 따서 명명됨)를 규제하지 않았다. 이 비영리 단체는 후보자와 조율하거나 특정 후보자의 선출 또는 낙선을 명시적으로 옹호하지 않는 한 FEC의 규제를 받지 않는다. BCRA 통과 후, 이전에 정당이 수행했던 많은 소프트 머니 자금 지원 활동은 다양한 527 단체로 이전되었으며, 이들은 2004년 대통령 선거에서 많은 쟁점 광고에 자금을 지원했다. 주요 527 단체들의 대통령 후보 공격에 대한 막대한 지출은 연방선거위원회에 해당 단체와 경쟁 정치 운동 간의 불법적인 조율에 대한 불만을 제기하게 만들었다. (2006년과 2007년에 FEC는 무브온닷오알지와 스위프트 보트 베테랑스 포 트루스를 포함한 여러 조직에 2004년 선거로 인해 발생한 위반에 대해 벌금을 부과했다. FEC의 논리는 이 단체들이 후보자의 선출 또는 낙선을 명시적으로 옹호했으며, 따라서 연방 규제와 조직에 대한 기부금 제한의 적용을 받는다는 것이었다.)

### FEC 대 위스콘신 라이트 투 라이프 (2007)
BCRA의 "선거 운동 통신" 조항의 적용 범위는 2007년 대법원 판결인 연방선거위원회 대 위스콘신 라이트 투 라이프 주식회사 사건에서 또한 제한되었다. 위스콘신 라이트 투 라이프 사건에서 대법원은 "선거 운동 통신"에 대한 제한이 "후보자를 옹호하거나 반대하는 것으로만 합리적으로 볼 수 있는" 광고에만 적용된다고 판시했다. 따라서 광고가 "쟁점 광고"로 합리적으로 볼 수 있는 어떤 방법이 있다면, BCRA의 제한에서 면제될 것이다.

### 시티즌스 유나이티드 대 FEC (2010) 및 SpeechNOW.org 대 FEC (2010)
미국의 선거 자금법은 2010년 두 가지 사법적 의견(시티즌스 유나이티드 대 연방선거위원회에 대한 대법원의 결정과 SpeechNow.org 대 FEC에 대한 D.C. 항소법원의 결정)의 여파로 크게 바뀌었다. 2011년 미국 의회조사국 보고서에 따르면, 이 두 결정은 "수십 년 만에 선거 자금법에 가장 근본적인 변화"를 가져왔다.
시티즌스 유나이티드는 기업이나 노동조합 자금을 수령한 단체가 선거 운동 통신을 하는 능력에 대한 제한을 언론의 자유를 근거로 폐지했다. 법원은 버클리가 허용한 제한은 부패 또는 부패의 외관을 피하는 것을 정당화하는 것이었지만, 이러한 논리가 독립 단체에 대한 기업 기부에는 적용되지 않는다고 추론했다. 시티즌스 유나이티드는 1990년 사건인 오스틴 대 미시간 상공회의소 사건을 뒤집었는데, 이 사건에서 대법원은 기업이 선거에서 후보자를 지지하거나 반대하기 위해 재무 자금을 사용하는 것을 금지하는 미시간 선거 자금법을 지지했다.
두 달 후, 미국 컬럼비아 특별구 항소법원의 만장일치로 구성된 9인 재판부는 스피치나우 판결을 내렸는데, 이는 시티즌스 유나이티드에 의존하여 의회가 독립 지출만을 하는 조직에 대한 기부금을 제한할 수 없다고 판시했다. 즉, 후보자의 선거 운동과 "조율되지 않은" 지출을 의미한다. 이러한 결정은 "독립 지출 전용" PAC, 일반적으로 "슈퍼 PAC"의 부상을 이끌었다. 시티즌스 유나이티드와 스피치나우에 따르면, 슈퍼 PAC는 개인 및 기업 기부자로부터 무제한의 자금을 모금하고 해당 자금을 선거 운동 광고에 사용할 수 있으며, 슈퍼 PAC가 후보자와 조율하지 않는다는 조건이 따른다.
독립 지출은 계속 증가하여 2002년 의회 선거에 1,700만 달러, 2006년 5,200만 달러, 2010년 2억 9천만 달러가 지출되었다. 10개 주에서 독립 지출은 2005년에서 2010년 사이에 후보자에게 기여된 총 금액의 19%에 달했다. 이들 주 중 3개 주에서는 독립 지출이 후보자에게 기여된 금액의 25%를 초과했다. 비평가들(저널리스트 마테아 골드, 데이비드 E. 프라이스 하원 의원 등)은 슈퍼 PAC이 후보자들과 "창의적인 방식으로 협력"하는 방법을 찾아냈고 FEC의 규제는 명목상이라고 불평했다.

### 매커천 대 연방선거위원회 (2014)
2013년 2월 19일, 대법원은 개인이 정당과 연방 후보자에게 직접 기부할 수 있는 한도에 이의를 제기하는 사건인 매커천 대 연방선거위원회를 심리할 것이라고 발표했다. 2014년 4월 2일, 법원은 의견을 발표하고 선거 운동 기부금에 대한 총 한도가 수정 헌법 제1조에 따라 위헌이라고 판결했다.

## 선거 운동의 공적 자금 지원
시티즌스 유나이티드 대 연방선거위원회 및 기타 법원 판결로 일부 선거 운동 지출 제한이 해제된 후, 정치적 불공정성에 대해 우려하는 개혁가들은 "소수의 기부자가 거액의 기부를 통해 부당하게 유리한" 상황에 대해 우려하며 정치 운동의 공적 자금 조달에 집중했다. 예를 들어, 브레넌 정의 센터는 "소액 기부 공적 자금 조달", 즉 "공적 자금이 소액 기부를 매칭하고 증폭시키는" 시스템을 장려하며, 후보자들이 "몇몇 거액 기부자가 아닌 많은 지지자를 찾도록" 유도하는 아이디어를 제시한다.

### 대통령 선거 운동에 대해
연방 차원에서는 대통령 선거 운동에만 보조금이 지급된다. 여기에는 (1) 예비 선거 운동 중 각 개인 기부금 250달러까지의 매칭 프로그램과 (2) 주요 정당 후보자의 총선 운동 자금 지원이 포함된다. 2012년 선거 운동까지는 주요 정당의 전국 전당대회 자금 지원도 공적 자금으로 가능했다.
예비 선거에서 보조금을 받으려면, 후보자는 최소 20개 주에서 각각 5000달러를 사적으로 모금하여 자격을 갖춰야 한다. 예비 선거 기간 동안, 적격 후보자는 법정 공식에 따라 지출을 제한하는 데 동의하는 대가로 각 개인 기부금 250달러까지의 매칭 지급액을 받는다(지출 한도의 절반까지). 그러나 매칭 자금을 거부하는 후보자는 사적으로 모금할 수 있는 만큼의 돈을 자유롭게 지출할 수 있다.
이 프로그램이 시작된 1976년부터 1992년까지 자격을 갖춘 거의 모든 후보자들이 예비 선거에서 매칭 자금을 수령했다. 1996년 공화당 스티브 포브스는 프로그램 참여를 거부했다. 2000년에는 포브스와 조지 W. 부시가 거부했다. 2004년에는 부시와 민주당의 존 케리 및 하워드 딘이 예비 선거에서 매칭 자금을 받지 않기로 결정했다. 2008년에는 민주당의 힐러리 클린턴과 버락 오바마, 공화당의 존 매케인, 루돌프 줄리아니, 밋 롬니, 론 폴이 예비 선거 매칭 자금을 받지 않기로 결정했다. 공화당의 톰 탄크레도와 민주당의 크리스 도드, 조 바이든 및 존 에드워즈는 공적 자금 지원을 받기로 결정했다.
2012년 예비선거 운동 이후, 매칭 펀드를 수락하기로 선택한 후보자는 거의 없었다. 2012년에는 버디 로머(Americans Elect 및 Reform Party 후보로 출마하여 실패함), 게리 존슨(결국 자유당 후보), 그리고 질 스타인(결국 녹색당 후보)만이 예비선거에서 매칭 펀드를 받았다. (예비선거 매칭 펀드는 주요 정당 후보자에게만 국한되지 않는다.) 2016년에는 마틴 오맬리(민주당)와 질 스타인(녹색당)만이 예비선거에서 매칭 펀드를 받았다. 2020년 선거 운동의 경우, 2019년 9월까지 매칭 펀드를 신청할 계획을 발표한 후보는 스티브 불럭(민주당)뿐이었다.
예비선거 매칭 펀드 외에도, 공적 자금 지원 프로그램은 주요 정당(및 적격 소수 정당) 후보자의 총선 운동 자금 지원도 돕는다. 주요 정당 총선 후보자를 위한 보조금은 매 대통령 선거 연도마다 생활비 상승을 반영하여 조정된다. 2012년에 정당의 총선 후보자는 9120만 달러의 공적 자금을 받을 자격이 있었지만, 민주당과 공화당 선거 운동 모두 해당 자금을 받지 않기로 결정했다. 총선 후보자가 공적 자금을 받는 경우, 사적인 자금을 모금하거나 지출하지 않고 개인 자원을 5만 달러 이상 사용하지 않기로 동의한다. 따라서 공적 자금 제공액보다 더 많은 금액을 모금할 능력이 있는 총선 후보자는 더 많은 사적인 자금을 모금하고 지출하기 위해 공적 자금 제안을 거부할 수 있다.
1976년 프로그램 시작 이후 버락 오바마가 2008년에 거부하기 전까지는 어떠한 주요 정당 후보도 총선 정부 자금을 거부하지 않았다. 오바마는 2012년 선거 운동에서도 정부 자금을 거부했으며, 공화당 후보 밋 롬니도 마찬가지여서, 프로그램 시작 이후 처음으로 두 주요 정당 후보 모두 연방 자금을 수령하지 않는 선거가 되었다. 도널드 트럼프와 힐러리 클린턴도 2016년 총선에서 연방 자금을 받지 않았다.
공적 자금은 이전에 주요 정당(및 적격 소수 정당)의 미국 대통령 후보 지명 전당대회 자금을 지원하는 데 사용 가능했다. 2012년에는 각 주요 정당이 전당대회를 위해 1,820만 달러의 공적 자금을 받을 자격이 있었다. 그러나 전당대회 공적 자금 지원 조항은 2014년에 폐지되었다.
소수 정당의 공적 자금 자격은 이전 선거에서의 득표율에 따라 결정되며, 자격을 얻으려면 득표율 5%가 필요하다. 공화당과 민주당 외에 총선에서 정부 자금을 받은 유일한 정당은 개혁당으로, 로스 페로의 1992년과 1996년 선거에서의 높은 득표율을 바탕으로 1996년과 2000년에 공적 자금을 받을 자격을 얻었다. 또한 존 B. 앤더슨의 1980년 선거 운동은 선거 후 득표율 5% 이상을 달성했기 때문에 공적 자금을 받았다.
대통령 공적 자금 시스템은 개인 납세 신고서에 있는 3달러 세금 환급 제도를 통해 자금이 조달된다(이 제도는 납세자의 세금을 늘리지 않고, 단지 정부 일반 기금 중 3달러를 대통령 기금으로 전환한다). 이 제도를 이용하는 납세자 수는 1980년대 초 이후 꾸준히 감소하여, 2006년에는 납세자의 8% 미만이 이 기금으로 돈을 보내면서 기금이 만성적인 자금 부족을 겪게 되었다. 그러나 공적 자금 신청을 선택하는 후보자가 줄어들면서 기금의 과거 자금 부족은 완화되었다.

### 주 및 지방 차원
소수의 주와 도시에서는 선거 운동의 공적 자금 지원을 위한 더 광범위한 프로그램을 시작했다. 지지자들이 클린 머니, 클린 일렉션스라고 부르는 한 가지 방법은 참여를 선택하는 각 후보자에게 정해진 금액의 돈을 지급하는 것이다. 이 보조금을 받으려면 후보자는 지정된 수의 서명과 소액(보통 5달러)의 기부금을 모아야 한다. 이 공적 자금을 받는 후보자는 외부 기부금을 받거나 자신의 개인 돈을 사용할 수 없다. 정부 보조금을 받는 대신 사적으로 돈을 모으는 것을 선택하는 후보자는 상당한 행정적 부담과 법적 제한을 받게 되므로, 대부분의 후보자는 보조금을 수락한다. 이 절차는 애리조나주와 메인주의 모든 주 및 입법 직책 선거에서 2000년부터 시행되어 왔으며, 대부분의 공무원이 사적인 기부금 없이 선거 운동을 통해 당선되었다. 코네티컷주는 2005년에 클린 일렉션스 법을 통과시켰으며, 포틀랜드 (오리건주)와 앨버커키 시에서도 마찬가지였다.
GAO의 2003년 연구에 따르면, "메인 주와 애리조나 주의 공적 자금 지원 프로그램 목표가 어느 정도 달성되고 있는지 판단하기에는 아직 이르다."
"클린 일렉션스" 운동은 2000년대와 2010년대에 여러 차례 패배를 겪었다. 캘리포니아 간이 투표 안건 89호는 2006년 11월에 캘리포니아 간호사 연합이 후원하여 정치 운동의 공적 자금 지원과 기업에 대한 엄격한 기부 제한을 규정했지만 부결되었다. 2008년에는 비당파적인 캘리포니아 공정 선거법이 입법부를 통과하고 슈워제네거 주지사가 서명했지만, 이 법은 2010년 국민 투표에서 유권자들의 승인을 받아야만 발효될 수 있었다. 2010년 6월, 유권자들은 57% 대 43%로 이 법안을 압도적으로 부결시켰다. 알래스카주에 클린 일렉션스 법을 시행하려는 제안은 2008년에 2대 1의 표차로 부결되었고, 뉴저지주의 시범 프로그램은 2008년에 합헌성 및 목표 달성에 대한 비효율성 우려로 중단되었다. 2010년, 포틀랜드 (오리건주) 유권자들은 시의회에서 제정된 클린 일렉션스 법을 국민 투표를 통해 폐지했다. 2006년, 랜들 대 소렐 사건에서 대법원은 버몬트주의 클린 일렉션스 법의 상당 부분이 위헌이라고 판결했다. 2008년, 대법원의 데이비스 대 연방선거위원회 판결은 대부분의 클린 일렉션스 법의 핵심 부분인 (비참여 후보자에 의해 자금에서 압도당하는 참여 후보자에게 추가 자금("구조 자금")을 지급하는 조항)이 위헌임을 시사했다. 2011년, 애리조나 프리 엔터프라이즈 클럽의 프리덤 클럽 PAC 대 베넷 사건에서 대법원은 애리조나주 법의 매칭 펀드 조항을 수정 헌법 제1조를 근거로 위헌 판결했다.
매사추세츠주는 1978년부터 주 전체 공직에 대해 하이브리드 공적 자금 지원 시스템을 운영해 왔다. 납세자는 연간 소득세 신고서에 확인란을 체크하여 주 전체 선거 기금에 1달러를 기부할 수 있다. 지출 한도에 동의하는 후보자는 이 기금에서 돈을 받을 자격이 있다. 비참여 후보자는 지출을 추정해야 하며, 이 추정액이 합의된 한도보다 높으면 참여 후보자의 한도가 상향 조정된다.
시애틀 유권자들은 2015년에 민주주의 바우처 프로그램을 승인했는데, 이는 시 거주자에게 참여 후보자에게 기부할 수 있는 25달러짜리 바우처 4개를 제공한다. 바우처는 기부자 풀을 다양화하고, 더 많은 후보자가 출마할 수 있도록 돕고, 정치 참여를 높이는 수단으로 다른 도시와 주에서 제안되었다.

## 선거 운동 자금 지출의 윤리
정치인들은 때때로 선거 운동 자금을 선거 운동 목적이 아닌 개인적인 용도로 사용하고 싶은 유혹을 느낀다. 예를 들어, 캘리포니아주의 한 미국 하원의원인 던컨 D. 헌터는 2020년에 "하와이와 이탈리아 가족 여행, 자녀의 사립 학교 비용으로 2018년 선거 운동 기부금을 사용"하여 11개월 징역형을 선고받았다.
"합법적인 선거 운동 및 공직 비용"과 개인 지출 간의 경계가 훨씬 더 미묘할 수 있는 다른 상황에서 연방선거위원회는 "불문하고"라는 시험을 사용한다.
개인적 사용이란 후보자(또는 전 후보자)의 선거 운동 계정에 있는 자금을 후보자의 선거 운동이나 연방 공직자로서의 책임과 상관없이 존재할 개인의 약속, 의무 또는 비용을 이행하는 데 사용하는 것을 말한다.

## 데이터 출처
| 수준 | 선거 자금 | 로비                  | 투표                                   |
| ---- | --- | --------------------- | -------------------------------------- |
| 연방 | OpenSecrets | OpenSecrets; MapLight | MapLight                               |
| 주   | OpenSecrets는 1989년 이후 모든 50개 주의 주 차원 선거 운동 자금 정보에 대한 공개 액세스 가능한 데이터베이스를 유지 관리한다. MapLight는 위스콘신주와 캘리포니아주에 대한 주 차원 데이터를 보유하고 있다. 펜실베이니아주에서는 국무부가 대중이 검색할 수 있는 데이터베이스를 유지 관리한다. 캘리포니아주에서는 주 국무장관이 선거 자금 및 로비 활동에 대한 공개 데이터베이스를 유지 관리한다. |                       | MapLight for 위스콘신주와 캘리포니아주 |
| 지방 | 몇몇 지역에 대한 MapLight. |                       |                                        |

많은 지역에는 여기에 나열되지 않은 자체 보고 요구 사항이 있다.

## 같이 보기
- 버클리 대 발레오
- 선거 자금
- 미국의 선거 자금 개혁
- DISCLOSE Act
- 여덟 마법의 단어
- FEC 대 위스콘신 라이트 투 라이프
- 머니 트레일
- 기업 PAC 서약 없음
- 정치활동위원회
- 미국의 정치 부패
- 정치 자금
- 물의를 시험하다

## 내용주
1. ↑  설문 조사에 참여한 미국인의 90%는 "매우" 또는 "어느 정도" 중요하다고 생각했다.
2. ↑  OpenSecrets는 1990년부터 2022년까지 연방 선거의 대통령 및 의회 선거 운동 지출 내역을 제공한다.[19]
3. ↑   2020년
오픈시크릿츠닷컴에 따르면 2020년 연방 선거 운동에 144억 달러가 지출되었으며,[22] 이 중 57억 달러는 대통령 선거에, 87억 달러는 의회 선거에 사용되었다.[22][3] 민주당은 양원 모두에서 공화당보다 더 많은 지출을 했다.[3] 2020년 PAC 모금 비율은 전체 지출의 4%로 감소했지만(지난 대통령 선거 주기에는 9%였음), '외부 지출'(즉, 후보 위원회와 독립적이며 조율되지 않은 것으로 추정되는 단체 또는 개인이 하는 정치 지출로, 슈퍼팩과 501(c) '어둠의 돈' 단체를 포함함)[23]은 거의 33억 달러에 달하여 2016년 수치의 거의 두 배를 기록했다.[22] 소액 기부는 증가했지만(15.2%에서 22.9%로), 여전히 거액 개인 기부(42.59%)보다 총액이 적었다.[22] 정치 위원회에 대한 정말 큰 기부, 즉 상위 100명의 기부자로부터의 기부 비율은 2020년에 16억 달러에 달했다.[22]
2016년
2016년 선거 운동에는 의회 선거에 51억 달러, 대통령 선거 운동에 29억 달러가 지출되었다.[24]
2010년
2010년 중간선거 주기에 후보자, 정당, 독립 단체는 연방 선거에 총 36억 달러를 지출했다. 하원 의원 당선자는 평균 140만 달러를 선거 운동에 사용했다. 상원 의원 당선자는 평균 980만 달러를 사용했다.[25]
2008년
2008년, 후보자, 정당, 독립 단체는 연방 선거에 총 53억 달러를 지출했다.[26] 대통령 선거에만 24억 달러가 지출되었으며,[27] 이 중 10억 달러 이상은 두 주요 후보의 선거 운동에 사용되었다. 버락 오바마는 선거 운동에 7억 3천만 달러를 지출했고, 존 매케인은 3억 3천 3백만 달러를 지출했다.[28] 당시 오바마와 매케인이 지출한 총액은 기록적인 수치였다.[29]
4. ↑  PAC로 유입된 돈은 증가하고 있다. 의회 PAC는 1978년 1억 3천 1백만 달러에서 2018년 4억 6천 6백만 달러로 증가했다(Sides et al 2018). 사람들은 정치 선거 운동 중 지출의 대부분이 PAC에서 나온다고 생각하지만, 데이터는 그렇지 않다는 것을 보여준다. 2016년 선거 주기에서 후보자에 대한 개인 기부금은 하원 후보자가 모금한 자금의 52%를 차지했으며, PAC는 32%를 차지했다(Side et al 2018). 이는 PAC가 선거 주기 지출에서 권력을 쥐고 있다는 언론의 주장에 직접적으로 반한다.[80][81][82] 2018년 선거 주기에는 리더십 PAC가 연방 후보자에게 6천 7백만 달러 이상을 기부했다.[83]

## 더 읽어보기
- 존 사이즈; 다론 쇼; 매트 그로스만; 키나 립시츠. 《선거 운동 및 선거 규칙, 현실, 전략, 선택》. W.W 노턴 앤 컴퍼니.
- “초당적 선거 운동 개혁법”. 선거 자금 연구소. 2005년 3월 17일에 원본 문서에서 보존된 문서. 2005년 8월 3일에 확인함.
- 데이비드 길; 크리스틴 립스메이어 (2005). 《소프트 머니와 어려운 선택: 왜 정당들이 소프트 머니 기부에 반대하는 법을 제정할 수 있는가》. 공공 선택. SSRN 1422616.
- 마크 그린 (2002). 《판매, 거대 기업 자금이 선거를 어떻게 매수하고, 법안을 통과시키며, 우리의 민주주의를 배신하는가》. 리건 북스 (하퍼 콜린스). ISBN 978-0-06-052392-3.
- 로버트 C., 포스트 (2014). 《분열된 시민: 선거 자금 개혁과 헌법》. 매사추세츠주 케임브리지: 벨크냅 출판사. ISBN 978-0-674-72900-1.
- 존 샘플스 (2006). 《선거 자금 개혁의 오류》. 시카고 대학교 출판부. ISBN 978-0-226-73450-7.
- 브래들리 스미스 (2001). 《불완전한 연설: 선거 자금 개혁의 어리석음》. 프린스턴 대학교 출판부. ISBN 978-0-691-11369-2.
- 로드니 스미스 (2006). 《돈, 권력 & 선거: 선거 자금 개혁이 미국 민주주의를 어떻게 전복시키는가》. 루이지애나 주립대학교 출판부. ISBN 978-0-8071-3128-2.
- 시아라 토레스-스펠리시 (편집), 개혁 작성: 주 및 지방 선거 자금법 초안 작성 가이드 (2010년 개정판).